# Provincia de Arce
La provincia de Arce es una de las 6 provincias del departamento de Tarija, al sur de Bolivia. Cuenta con una población de 53 186 habitantes (según el censo del INE en 2012), y comprende una superficie de 5.205 km². La capital provincial es la localidad de Padcaya, del municipio homónimo. La provincia se extiende sobre una longitud de 140 kilómetros de norte a sur y unos 100 kilómetros de este a oeste. Su epónimo es en honor al expresidente de Bolivia, Aniceto Arce Ruiz de Mendoza.
La provincia se encuentra en el extremo sur del departamento de Tarija. Limita al noroeste con la provincia de José María Avilés, al norte con las provincias de Cercado y O'Connor, al noreste con la provincia del Gran Chaco, y al este, sur y oeste con la Provincia de Salta, perteneciente a Argentina.

## Historia
La provincia de Arce fue creada mediante la ley del 8 de noviembre de 1894, durante el gobierno de Mariano Baptista, separándose de la provincia de Concepción (actualmente llamada provincia de José María Avilés).

## División administrativa

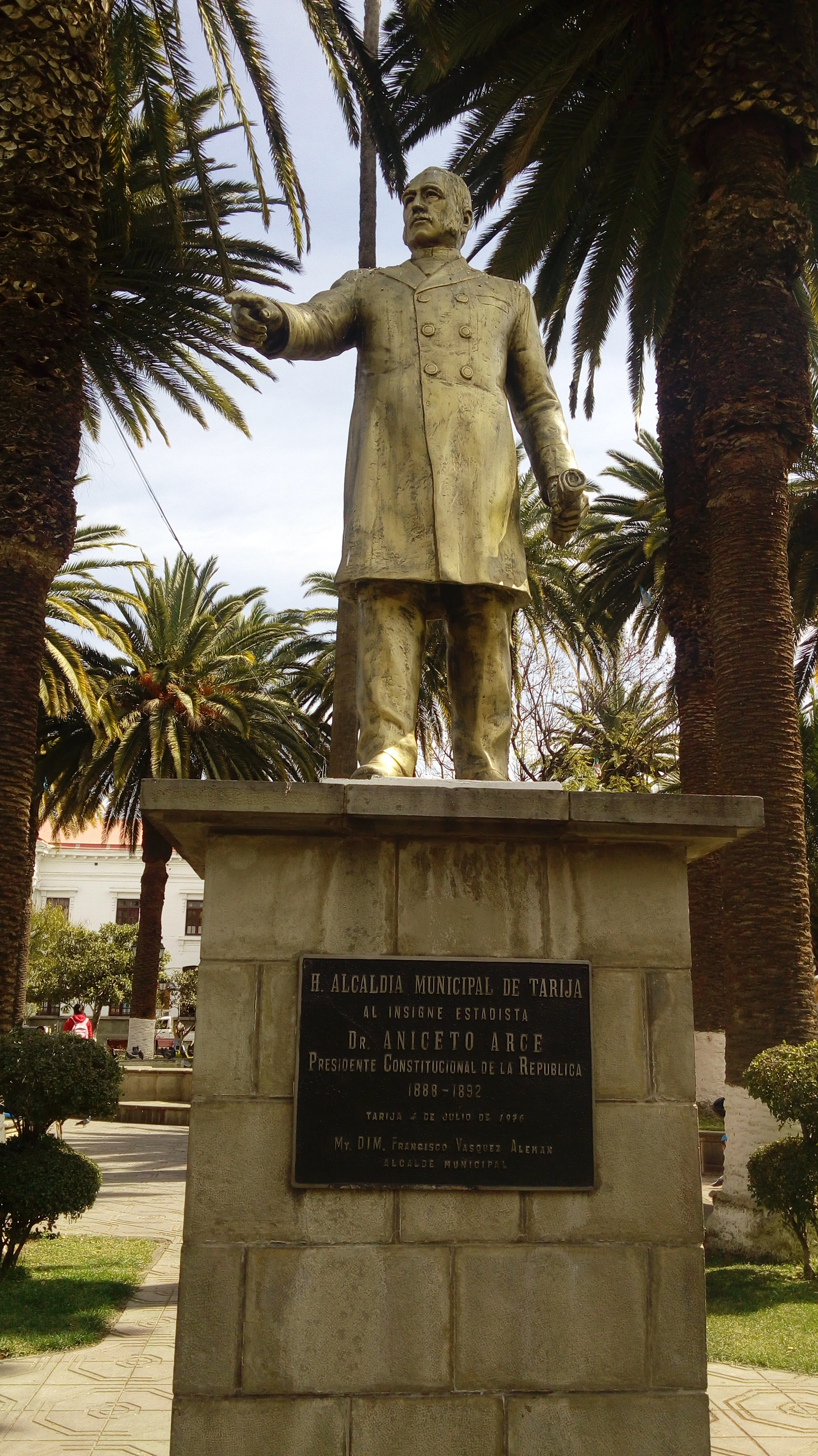
Monumento a Aniceto Arce.

La provincia de Arce está dividida en 2 municipios, los cuales son:
- Padcaya
- Bermejo

## Demografía
De acuerdo con el censo boliviano de 2024, la población de la provincia de Arce es de 54 750 habitantes.
La población de la provincia ha aumentado casi una cuarta parte en las últimas tres décadas:
| Año  | Habitantes | Fuente |
| ---- | ---------- | ------ |
| 1992 | 44.713     | Censo  |
| 2001 | 52.570     | Censo  |
| 2012 | 53.186     | Censo  |
| 2024 | 54.750     | Censo  |

El 90,5 % de la población que habla español y es su idioma oficial y natal, un 8,6 % quechua, 1 % aimara son hablando por gente del migrante del occidente boliviano, y el 0,2 % guaraní que es hablado por indígenas originarios del chaco.
55,4 % de la población no tiene acceso a la electricidad , el 51,4 % vive sin instalaciones sanitarias (1992).
42,1 % de la población activa trabaja en la agricultura , un 0,1 por ciento en la minería , el 10,2 % en la industria, el 47,6 % en el sector de los servicios (2001).
87,4 % de la población es católica , el 8,9 % son protestantes (1992).